# Agrypon gracilipes
Agrypon gracilipes är en stekelart som först beskrevs av Curtis 1839.  Agrypon gracilipes ingår i släktet Agrypon och familjen brokparasitsteklar. Utöver nominatformen finns också underarten A. g. nigricaudum.